# Mentophilonthus odzalensis
Mentophilonthus odzalensis – gatunek chrząszcza z rodziny kusakowatych i podrodziny Staphylininae.
Gatunek ten został opisany w 1966 roku przez L. Levasseura, który jako miejsce typowe wskazał Odzalę. W 2009 roku Lubomír Hromádka dokonał jego redeskrypcji.
Kusak o ciele długości 10,5 mm. Głowa czarna z żółtobrązowymi panewkami czułków i nadustkiem.  Czułki dwubarwne: brązowożółte i czarnobrązowe. Przedplecze brązowoczerwone; w każdym z jego rowków grzbietowych po dwa punkty. Pokrywy ciemnobrązowe z żółtobrązowymi szwem i tylnym brzegiem, ale ciemnobrązowymi epipleurami. Odwłok czarnobrązowy z żółtobrązowymi paratergitami i tylnymi krawędziami wszystkich tergitów. Odnóża żółtobrązowe z przyciemnionymi środkami goleni. Paramery rozdzielone na dwa krótkie, szeroko rozbieżne ramiona.
Chrząszcz afrotropikalny, znany z Demokratycznej Republiki Konga, Konga, Gabonu i Republiki Środkowoafrykańskiej.